# Pierre de Morsier
Pour les articles homonymes, voir Morsier.
Pierre de Morsier, né le 5 janvier 1908 à Genève, mort le 18 septembre 1991 à Perroy en Suisse, est un officier franco-suisse qui s'est illustré comme officier de la Marine française, compagnon de la Libération.
Pendant la Seconde Guerre mondiale, il rejoint les Forces navales françaises libres, commande pendant deux ans une corvette pour veiller à la sécurité des convois dans l'Atlantique Nord, et coule un sous-marin.
Affecté ensuite dans un état-major, il obtient de rejoindre le 1er régiment de fusiliers marins, dont il prend le commandement pendant la campagne d'Italie et qu'il mène pendant la campagne de France, du débarquement de Provence à la bataille d'Alsace et à l'Authion.
Nommé en Indochine en 1946, il quitte l'armée l'année suivante et manifeste plus tard son désaccord, comme chrétien, sur la guerre d'Indochine. Il écrit un livre sur les corvettes de la France libre.

## Biographie

### Formation, service militaire
Pierre de Morsier naît à Genève le 5 janvier 1908. Il est issu d'une famille d'origine française, installée en Suisse au XVIIe siècle car protestante. Il effectue ses études secondaires à Genève, puis ses études supérieures en géographie à Paris. Après sa licence, il accomplit son service militaire en 1929-1931 dans la Marine française comme élève officier de réserve puis comme aspirant.

### Capitaine au long cours
Après son service, il passe le brevet de capitaine au long cours dans la marine marchande. De 1931 à 1939, au cours de ses navigations, il constitue un journal photographique, carnet de voyage contenant 300 photographies.
Il participe en 1935 sur le Président Théodore Tissier à un voyage d'études dans la région de Terre-Neuve, et publie une note sur les bancs de Terre-Neuve dans les Annales de géographie. En 1939, il est capitaine en second.

### Début de la Seconde Guerre mondiale
À la déclaration de la Seconde Guerre mondiale, enseigne de vaisseau de 1re classe de réserve, il est mobilisé à l'État-major général de la Marine, jusque janvier 1940.
Il prend part ensuite à une mission militaire en Europe orientale pour gêner le ravitaillement de l'Allemagne.

### Combats de la France libre
Lorsqu'il apprend la demande d'armistice, Pierre de Morsier veut continuer la lutte, part à Beyrouth où il prend contact avec le consulat britannique qui l'exfiltre en Palestine. Il gagne alors Alexandrie en Égypte, où il s'engage en octobre 1940 dans les Forces françaises libres. Via Le Cap, il rejoint Londres en décembre 1940.
Il commande d'abord en second le cuirassé Courbet. À partir d'avril 1941, il commande en second le contre-torpilleur Léopard et mène des convois dans l'Atlantique Nord.
À partir de juin 1941, Pierre de Morsier commande la corvette britannique Lobelia pour escorter les convois. Promu lieutenant de vaisseau en septembre 1942, il coule un sous-marin en février 1943,, ce qui lui vaudra de recevoir la Distinguished Service Cross en 1948. Il continue ses escortes jusqu'en juin 1943.
Affecté ensuite à l'état-major général de la Marine à Alger, il demande à rejoindre le 1er régiment de fusiliers marins, ce qui est effectif en novembre 1943. À partir d'avril 1944, il participe avec ce régiment à la campagne d'Italie.
À la mort de son chef de corps Hubert Amyot d'Inville le 10 juin, il prend le commandement du régiment ; il est capitaine de corvette.
Pierre de Morsier reçoit la Légion d'honneur pour faits de guerre, et mène son régiment aux batailles successives pour la libération de la France, avec le débarquement de Provence, la bataille de Toulon, la libération de Lyon, la bataille de Lorraine, la bataille d'Alsace, enfin la bataille de l'Authion.
Il est créé Compagnon de la Libération par le décret du 17 novembre 1945.

### Après-Guerre
Après la guerre, Morsier est affecté à l'état-major de l'amiral commandant les écoles de Marine, jusqu'en 1947. Il commande ensuite en second le porte-avions Dixmude en Indochine, de 1947 à août 1948. Il participe à des missions d'enquête sur l'Indochine.
Mais il quitte alors la Marine nationale, comme capitaine de frégate de réserve. Il manifeste publiquement en 1953 son désaccord, en tant que chrétien, sur la guerre d'Indochine.
Il travaille comme secrétaire de plusieurs institutions successives, et prend sa retraite en février 1973. Il a écrit Les Corvettes de la France libre, livre publié en 1972,.
Pierre de Morsier meurt le 18 septembre 1991 à Perroy en Suisse.

## Ouvrages
- Pierre de Morsier, Les Corvettes de la France libre, France-Empire, 1972, 316 p. (ISBN 2-11-091848-9)[9] ; réédition avec préface de Philippe de Gaulle, Paris, Service Historique de la Marine, 2002  (ISBN 978-2111290426).

## Hommages et distinctions

### Distinctions
Ses principales distinctions sont :
- Commandeur de la Légion d'honneur, en 1988[2] ;
- Compagnon de la Libération, par décret du 17 novembre 1945 ;
- Croix de guerre 1939-1945, avec trois citations ;
- Distinguished Service Cross (Royaume-Uni).

### Autres hommages
- Un bataillon de fusiliers marins porte son nom, le bataillon de fusiliers marins « de Morsier », qui est chargé de la protection de la base de sous-marins de l'Île Longue (Finistère), dans le Finistère[10],[11].
- Son nom figure sur la grande stèle commémorative des compagnons de la Libération, au musée de l'Armée, à Paris.